# Louisville Cardinals

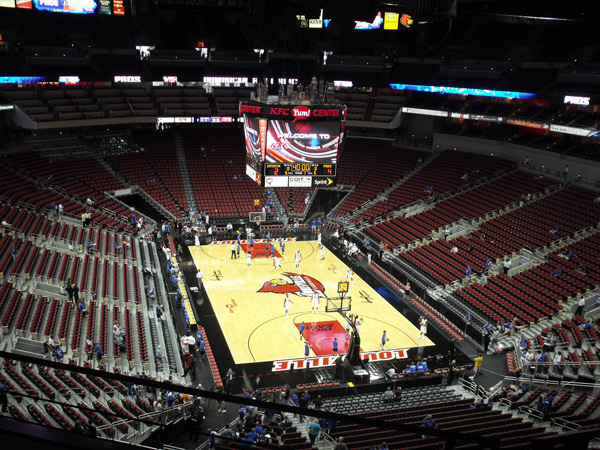
Pabellón de baloncesto de los Cardinals.

Louisville Cardinals (español: Cardenales de Louisville) es el nombre de los equipos deportivos de la Universidad de Louisville, situada en la ciudad de Louisville, estado de Kentucky, Estados Unidos. Los equipos de los Cardinals participan en las competiciones universitarias organizadas por la NCAA, y forma parte de la Atlantic Coast Conference.
El equipo mantiene una rivalidad con los Kentucky Wildcats.

## Baloncesto
El equipo más exitoso de Louisville es el de baloncesto masculino. Creado en 1911, ha ganado tres campeonatos nacionales de la NCAA (1980, 1986 y 2013), además del título de la NAIA en 1948, siendo la única universidad en conseguir ambos campeonatos. Louisville también disputó diez Final Four de la NCAA, y en conferencia ganó 23 campeonatos de temporada regular y 19 torneos de postemporada.
Su rivalidad con Kentucky Wildcats está considerada una de las más intensas del baloncesto universitario. El programa de baloncesto ha dado notables jugadores a la NBA como son Darrell Griffith, Wes Unseld, Donovan Mitchell, Pervis Ellison, Montrezl Harrell, Terry Rozier, Gorgui Dieng o Junior Bridgeman.

### Masculino
| Campeonatos de la NCAA |
| ---------------------- |
| 1980                   |
| 1986                   |
| 2013                   |

| Final Fours |
| ----------- |
| 1959        |
| 1972        |
| 1975        |
| 1980        |
| 1982        |
| 1983        |
| 1986        |
| 2005        |
| 2012        |

### Femenino
| Final Fours |
| ----------- |
| 2009        |
| 2013        |

## Béisbol
En béisbol, el equipo ha aparecido una vez tan solo en el torneo de la NCAA y ha ganado dos títulos de conferencia. Compite desde el año 1909, y ha aportado en toda su historia 50 jugadores al Draft. En la actualidad, 4 jugadores de las Ligas Mayores, la MLB han pasado por sus filas.

## Fútbol americano

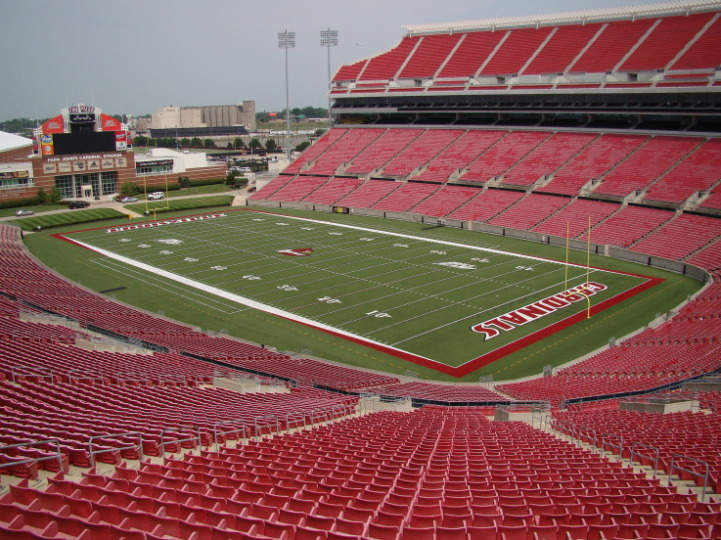
Estadio de fútbol americano de los Cardinals.

En cuanto al fútbol americano, ha ganado en ocho ocasiones el título de conferencia:
- 2 de la Missouri Valley Conference (1970 y 1972)
- 3 de la Conference USA (2000, 2001 y 2004)
- 3 de la Big East Conference (2006, 2011 y 2012), donde compiten desde 2005.

Ha disputado 19 Bowls , de los que ha ganado 9 (el año indica la temporada, no la fecha del evento):
- Sun Bowl (1957)
- Fiesta Bowl (1990)
- Liberty Bowl (1993, 2001 y 2004)
- Orange Bowl (2006)
- St. Petersburg Bowl (2010)
- Sugar Bowl (2012)
- Russell Athletic Bowl (2013)

Hasta 85 jugadores han sido elegidos en el draft para pasar a profesionales, y en la actualidad hay 21 jugadores que compiten en la NFL salidos de sus aulas.